# SS Kaiser Wilhelm II
O SS Kaiser Wilhelm II foi um navio de passageiros alemão operado pela Norddeutscher Lloyd e construído pelos estaleiros da AG Vulcan Stettin em Estetino. Ele foi a terceira embarcação da Classe Kaiser de transatlânticos depois do SS Kaiser Wilhelm der Grosse e SS Kronprinz Wilhelm, sendo seguido pelo SS Kronprinzessin Cecilie. O navio foi lançado ao mar em agosto de 1902 e realizou sua viagem inaugural de Bremen para Nova Iorque em abril de 1903.
O Kaiser Wilhelm II se tornou um dos navios mais populares da frota da Norddeutscher Lloyd, ganhando junto com seus irmãos a fama de grandeza, confiabilidade e velocidade, o que lhe valeram o apelido de "Os Quatro Voadores". A embarcação serviu comercialmente quase sem incidentes graves desde sua estreia até 1914, quando a Primeira Guerra Mundial começou. O Kaiser Wilhelm II estava no meio de uma travessia para a América do Norte quando o conflito foi declarado, evitando navios britânicos e aportando em Nova Iorque, então no neutro Estados Unidos, em 6 de agosto. Ele ficou internado no porto de Hoboken, Nova Jérsei, pelos três anos seguintes.
Os Estados Unidos entraram na guerra em 1917 e o Kaiser Wilhelm II foi tomado pela marinha norte-americana, convertido em um navio de transporte de tropas e renomeado para USS Agamemnon. A embarcação serviu nessa função pelo restante do conflito. Com o fim da guerra, o Agamemnon trouxe milhares de tropas de volta até ser descomissionado em agosto de 1919. Apesar dos planos para transformá-lo de volta em um navio comercial, a embarcação estava em péssimas condições. Em 1927 foi renomeado para USAT Monticello. A Segunda Guerra Mundial começou em 1939 e os Estados Unidos ofereceram vários navios, inclusive o Monticello, ao Reino Unido para transporte de tropas. Porém ele estava velho e as reformas seriam muito caras, sendo vendido como sucata e desmontado em Boston em 1940.